# Zedz
ZEDZ (Leiden, 1971) is een Nederlands graffitischrijver en beeldend kunstenaar. Hij staat bekend om zijn vernieuwende graffitistijlen, waarmee hij midden jaren '90 internationale faam verkreeg. Later creëerde hij een eigen visuele identiteit met geometrie en abstracte typografie als belangrijke kenmerken. Vanaf de jaren 2010 reist ZEDZ de wereld over om muurschilderingen te realiseren in zijn herkenbare, unieke stijl.

## Carrière

### Graffiti
Ik had het gevoel dat ik mij los moest maken van mijn ouders en alle opgelegde regels. Graffiti bood mij hiervoor een ultiem medium.— ZEDZ in de publicatie De Leidse School, 2008.
ZEDZ werd in 1971 geboren te Leiden, waar hij in 1984 op dertienjarige leeftijd met graffiti in aanraking kwam. Na te hebben geëxperimenteerd met verschillende namen kwam hij uiteindelijk op de alias ZED, waar rond 1986 een Z aan werd toegevoegd: ZEDZ. Hij behoort hiermee tot de eerste generatie stijlschrijvers van Nederland. In 1988 richtte hij de crew DSK (Dope Style Kings) op, dat uitgroeide tot een van de meest gerespecteerde graffiti-crews van het land.
In 1992 verhuisde ZEDZ naar Amsterdam om aan de Gerrit Rietveld Academie te studeren, een studie die hij in 1998 afmaakte. ZEDZ kreeg midden jaren '90 internationaal aanzien met zijn vernieuwende graffitistijlen. Zo was hij een pionier op het gebied van de 3D graffiti movement.

### post-Graffiti
Geïnspireerd door de Nederlandse kunststroming De Stijl, met kunstenaars als Piet Mondriaan en Gerrit Rietveld, ontwikkelde ZEDZ een eigen visuele identiteit. De geometrie en abstracte typografie, gecombineerd met De Stijl en het Russische constructivisme als inspiratiebronnen, zorgen voor kleurrijke driedimensionale composities in het werk van ZEDZ.

#### Graffiti-architectuur
Samen met Boris Tellegen en architect Marc Maurer vormde hij van 1999 tot 2002 een collectief. Zij ontwikkelden de zogenaamde 'Graffiti-architectuur'. Het duurde niet lang voordat ZEDZ driedimensionale sculpturen ging creëren, altijd met zijn letters ZEDZ als basis. Deze publieke sculpturen toonde hij onder andere in Praag (Tsjechië, 2008), Tunis (Tunesië, 2010) en Perugia (Italië, 2011).

#### Muralisme
In de jaren 2010 kwam via de straatkunst het muralisme op. Ook ZEDZ begon met het beschilderen van gevels, zowel nationaal als internationaal. Zo schilderde hij in 2017 met een oppervlakte van 750 vierkante meter de tot dan toe grootste muurschildering van Nederland. Zijn mural in Naestved, Denemarken (2016) won in 2017 de Dutch Street Art Award in de categorie Global Mural.
Permanente muurschilderingen in de openbare ruimte 
| - 2020 - Rotterdam, Nederland - 2019 - Osaka, Japan - 2019 - Satka, Rusland - 2019 - Tokio, Japan - 2019 - Genova, Italië - 2019 - Keulen, Duitsland - 2019 - Milaan, Italië - 2019 - Rotterdam, Nederland | - 2018 - Toulouse, Frankrijk - 2018 - Imola, Italië - 2018 - Satka, Rusland - 2017 - Mantova, Italië - 2017 - Heerlen, Nederland - 2016 - Naestved, Denemarken - 2016 - Kassel, Duitsland |

## Exposities (selectie)
Solo-exposities 
- 2018 - Mini Galerie, Amsterdam
- 2017 - Stadsgehoorzaal Leiden, Leiden
- 2016 - Blank Gallery, Tokio, Japan
- 2015 - Square23 Gallery, Turijn, Italië

Groepsexposities
- 2017 - Museum De Lakenhal, Leiden
- 2014 - Street Art Biennale, Moskou, Rusland